# Eriogaster
Eriogaster és un gènere de lepidòpters ditrisis de la família dels lasiocàmpids (Lasiocampidae).

## Sistemàtica
- El gènere Eriogaster va ser descrit per l'entomòleg alemany Ernst Friedrich Germar el 1810.[2]
- L'espècie tipus pel gènere és Eriogaster lanestris (Linnaeus, 1758).

### Sinonímia
- Gastris Billberg, 1820[3]

### Taxonomia
Llista d'espècies
- Eriogaster acanthophylli Christoph, 1882.
- Eriogaster arbusculae Freyer, 1849.
- Eriogaster catax (Linnaeus, 1758)
- Eriogaster czipkai La Lajonquiére, 1975.
- Eriogaster daralagesia Zolotuhin, 1991.
- Eriogaster henkei Staudinger, 1879.
- Eriogaster lanestris Linnaeus, 1758
- Eriogaster neogena Fischer von Waldheim, 1824.
- Eriogaster nippei de #Frenar, 1988.
- Eriogaster pfeifferi Daniel, 1932.
- Eriogaster reshoefti Schulte i Witt, 1975.
- Eriogaster rimicola (Denis & Schiffermüller, 1775)

## Galeria

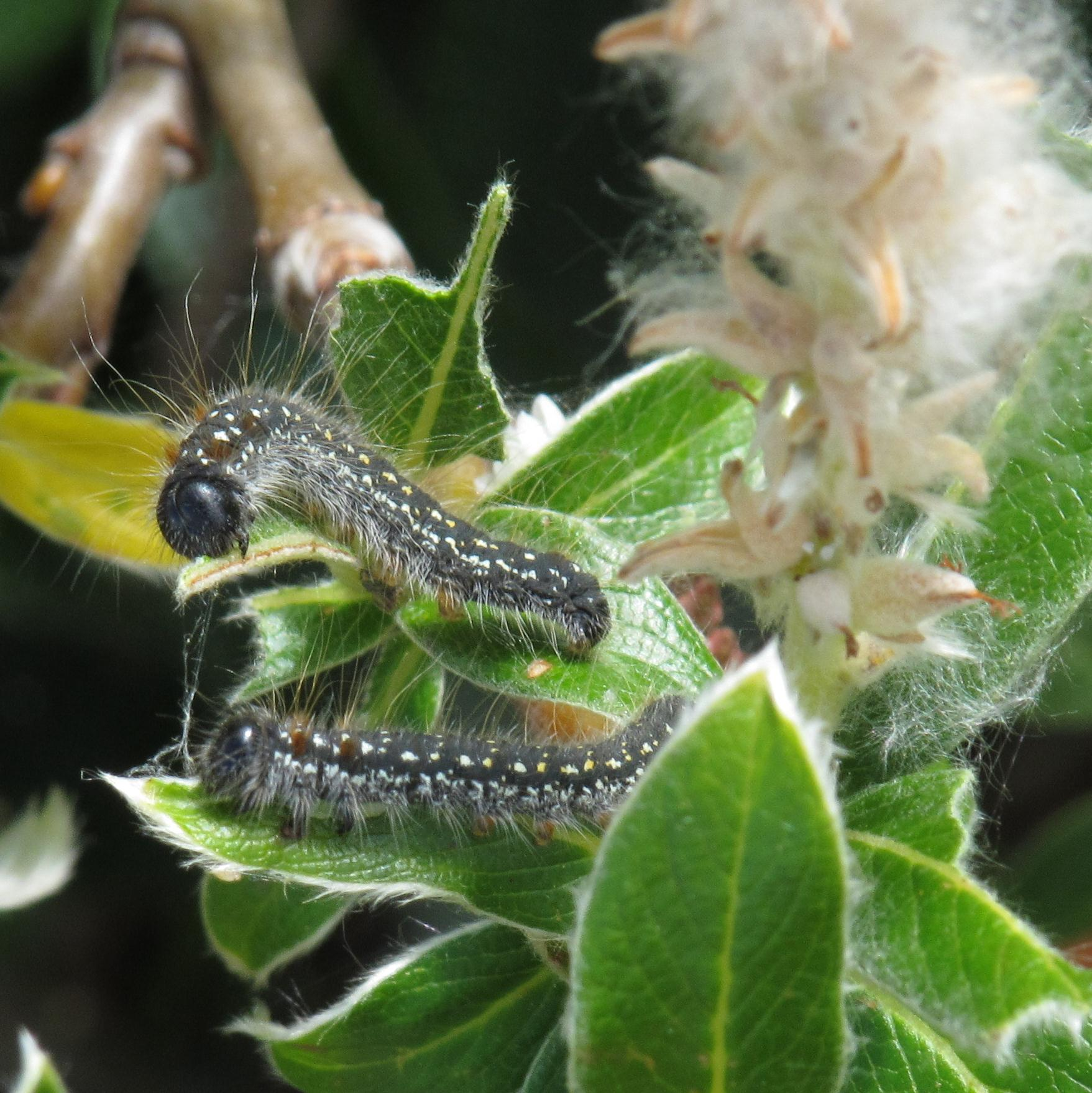
Eriogaster arbusculae larva
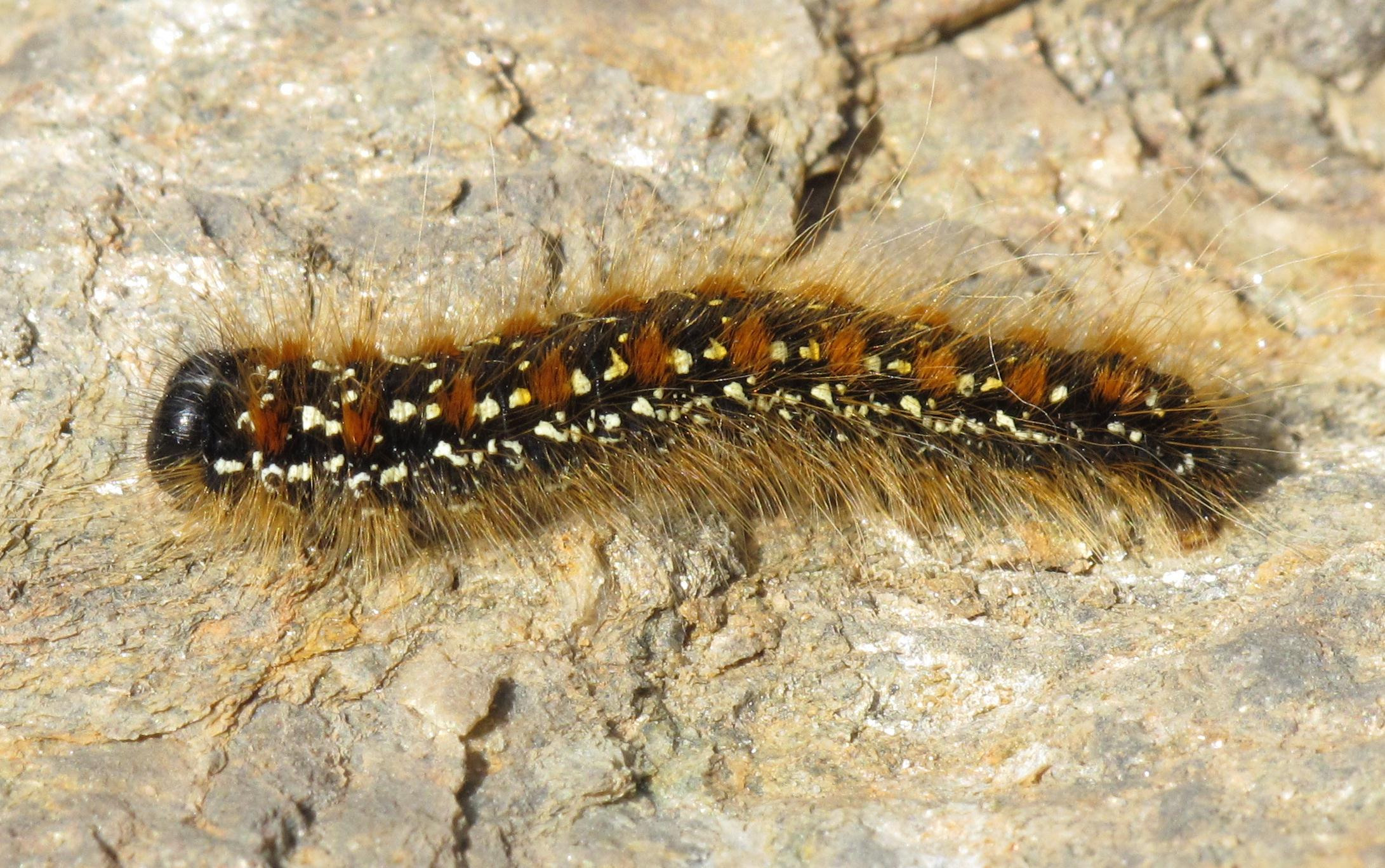
Eriogaster arbusculae larva
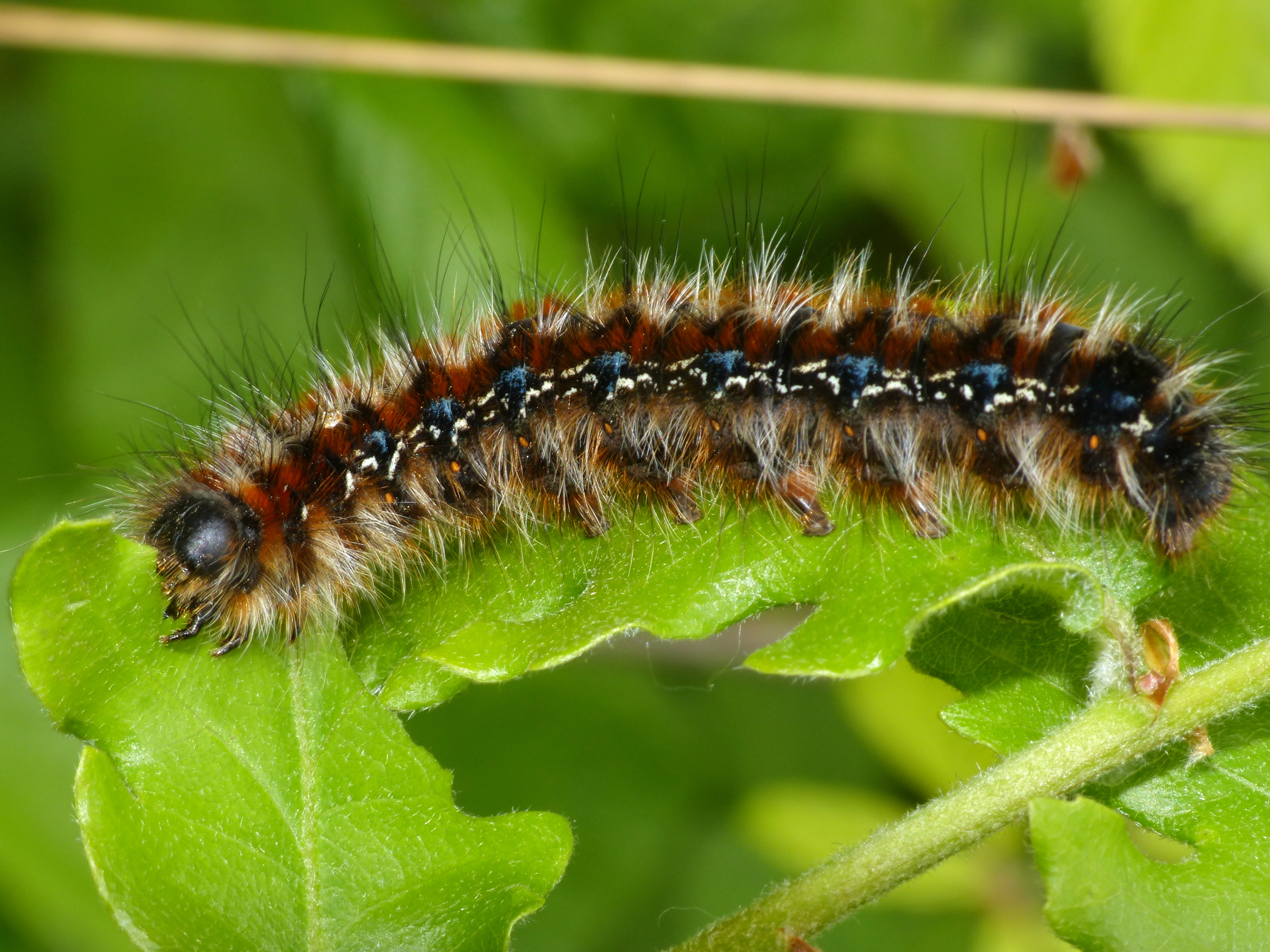
Eriogaster catax larva
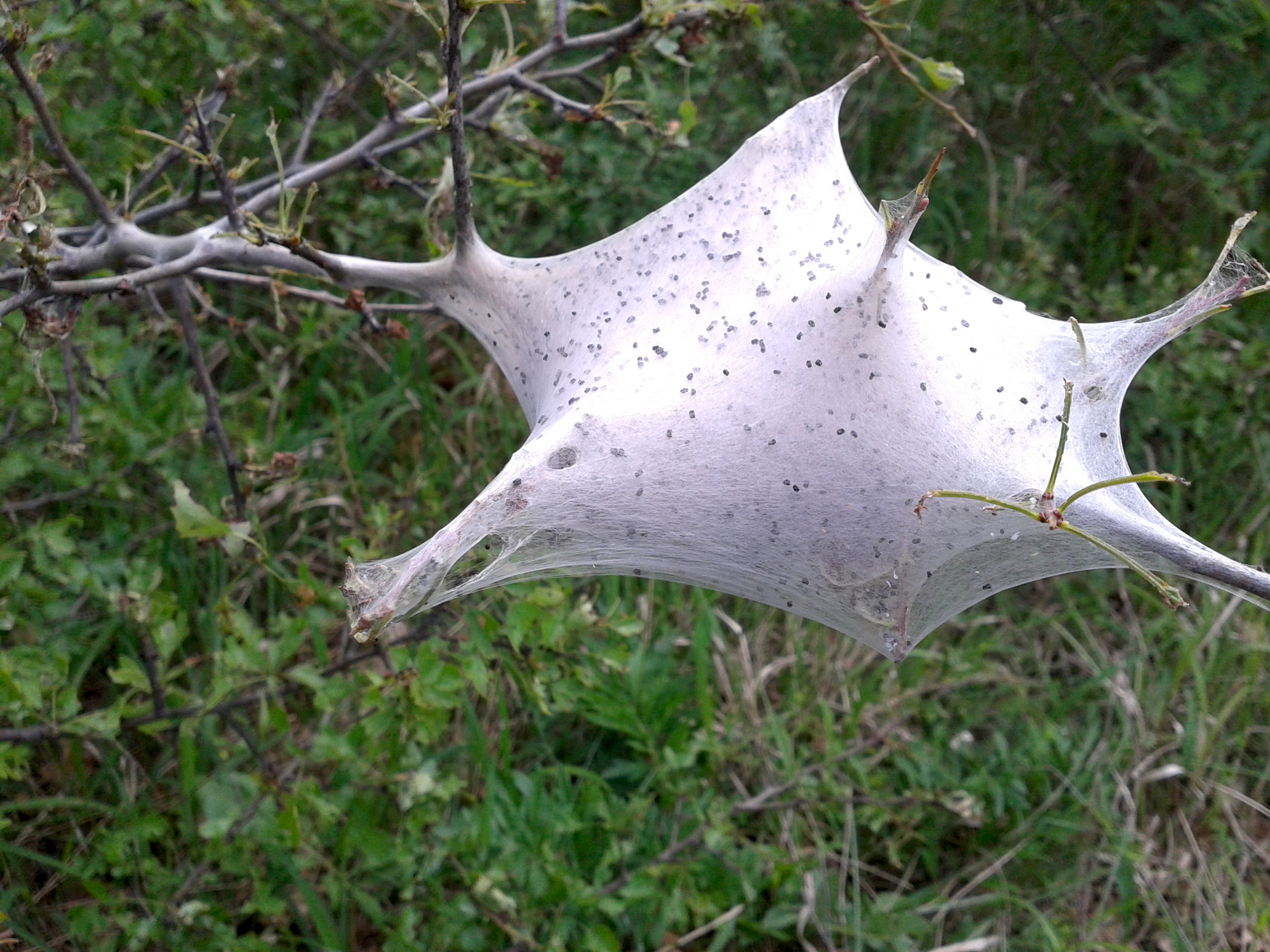
Eriogaster lanestris
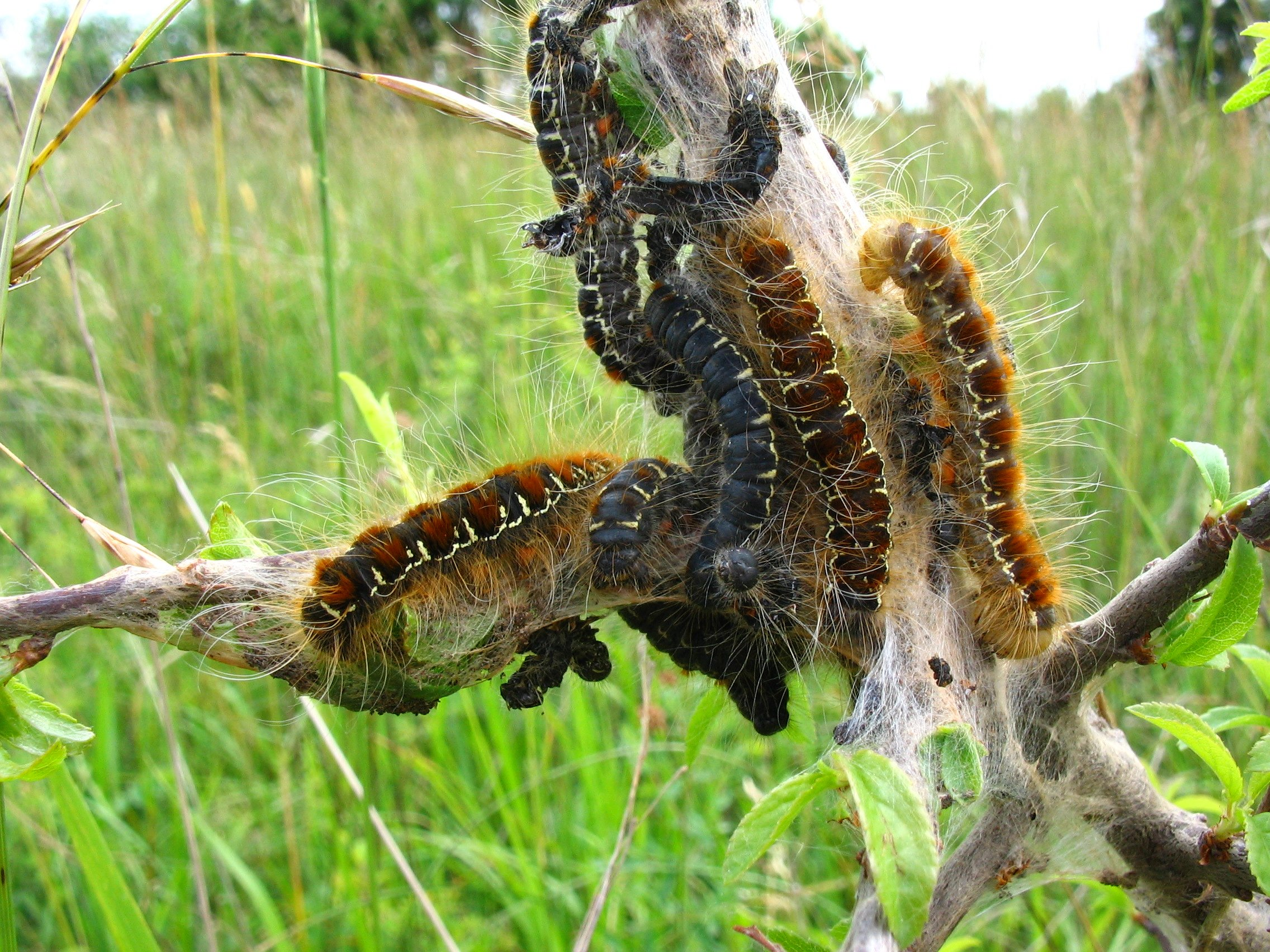
Eriogaster lanestris larva
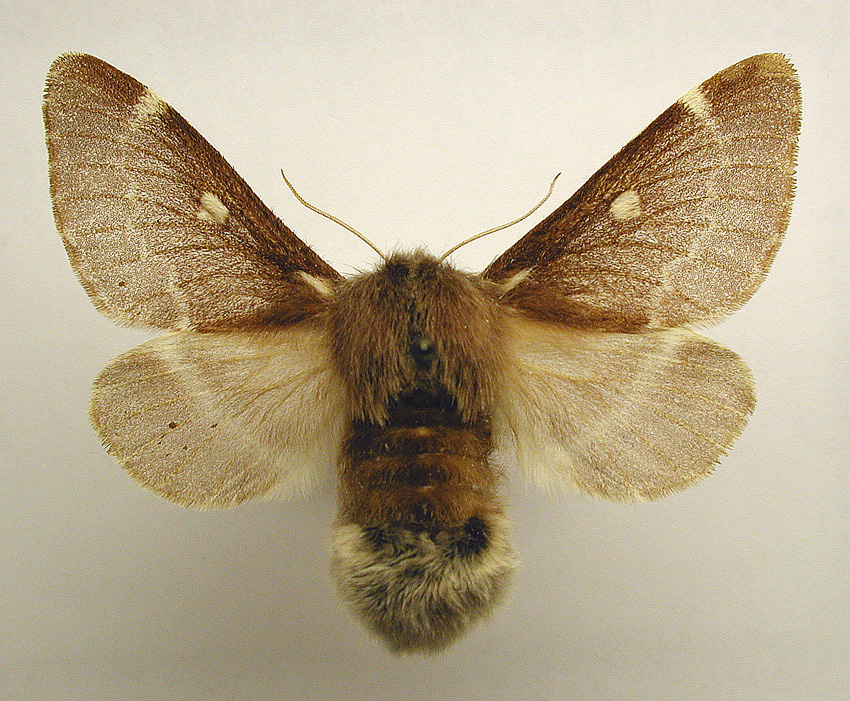
Eriogaster lanestris